# Edward Hasted
Edward Hasted (Londres, 20 de diciembrejul./ 31 de diciembre de 1732greg.—14 de enero de 1812, ibíd.) fue un historiador y anticuario británico, autor de History and Topographical Survey of the County of Kent (en español, Sondeo Histórico y Topográfico del Condado de Kent), considerado uno de los libros enciclopédicos más completos sobre un condado de Inglaterra. Fue publicado en Canterbury en cuatro volúmenes diferentes: el primero en 1778, el segundo en 1782, el tercero en 1790 y el último en 1799. Su conocimiento sobre la historia de Kent le valió el alias de El Historiador.